# Hvepsefluer
Hvepsefluer (Conopidae) er en familie af fluer. Der findes omkring 1000 arter i hele verden. Mange hvepsefluer ligner hvepse eller bier. Larverne af hvepsefluer snylter på andre insekter.

## Udseende
Hvepsefluer har et karakteristisk bredt hoved hvilket de har navn efter på flere sprog ("thick-headed flies" på engelsk, og "Blasenkopffliegen" eller "Dickkopffliegen" på tysk). De er 3-26 mm lange. Bagkroppen er smal fortil hvor den møder brystet ("hvepsetalje"), og nedadkrummet bagtil. De har brede, i enden tilspidsede følehorn og en lang sugesnabel.

## Levevis
Hvepsefluer lægger deres æg på insekter, bl.a. andre fluer, fårekyllinger, kakerlakker, hvepse og bier. Larverne gnaver sig ind i værten og lever af dens kropsvæsker. I nogle tilfælde kan larven få værtsbier til at grave sig ned i jorden før de dør, så den får et sikkert sted at forpuppe sig.

## Billeder
- Hvepseflue
- Hvepsefluen Sicus ferrugineus
- Hvepseflue
- Hvepsefluen Conops flavipes
- Brun hvepseflue (Myopa buccata)